# ديفيد آرثر سكينر
ديفيد آرثر سكينر (بالإنجليزية: David Arthur Skinner)‏ هو عازف جاز وملحن بريطاني، ولد في 3 يناير 1980 في وايت في المملكة المتحدة.

## وصلات خارجية
- الموقع الرسمي
- ديفيد آرثر سكينر على موقع ميوزك برينز (الإنجليزية)
- ديفيد آرثر سكينر على موقع أول ميوزيك (الإنجليزية)
- ديفيد آرثر سكينر على موقع ديسكوغز (الإنجليزية)